# День медичних працівників
День меди́чних працівни́ків — професійне свято працівників сфери охорони здоров'я України. Згідно з Указом Президента України від 13 червня 2023 року № 327/2023 «Про День медичних працівників» відзначається щороку 27 липня.

## Історія
До 2022 року щорічно у третю неділю червня в Україні відзначалося свято «День медичного працівника», засноване 1980 року в СРСР і перезатверджене Указом Президента України від 3 червня 1994 року № 281/94 «Про День медичного працівника».
Свято «День медичних працівників» було установлене «Ураховуючи значення сфери охорони здоров'я та внесок її працівників у забезпечення життєво важливих інтересів людини, суспільства і держави, засвідчуючи відданість медичних працівників справі надання медичної допомоги, збереження здоров'я та рятування людських життів, на підтримку ініціативи Міністерства охорони здоров'я України».
27 липня за церковним календарем — день святого цілителя Пантелеймона.